# Registr ekonomických subjektů
Neplést s podvodným Registrem ekonomických subjektů rozesílajícím výzvy k zaplacení.
Registr ekonomických subjektů (RES) je veřejným seznamem, který je veden podle § 20 zákona č. 89/1995 Sb., o státní statistické službě. Jeho správcem je Český statistický úřad. Zápis do RES má pouze evidenční význam.
Ekonomickým subjektem je každá právnická osoba, fyzická osoba s postavením podnikatele a organizační složka státu, která je účetní jednotkou. Registr se průběžně aktualizuje a jeho časový snímek (stav ke konci měsíce) je přístupný na webu Českého statistického úřadu. Registr ekonomických subjektů obsahuje vybrané informace o všech ekonomických subjektech se sídlem na území České republiky a dále informace o některých zahraničních ekonomických subjektech, které mají vztah k českým společnostem.
Každý má přístup k vyhledávání v registru podle IČ nebo podle názvu firmy na webu. Jsou zde k dispozici údaje o adrese sídla firmy, její právní formě, zařazení dle oboru činnosti nebo podle kategorie počtu zaměstnanců.